# Bourrasque (torpilleur)
La Bourrasque, est un torpilleur français de la classe Bourrasque. Il a été construit à partir de 1923 aux Ateliers et chantiers de France à Dunkerque. Il est coulé le 30 mai 1940 en participant à l'opération Dynamo.

## Histoire
Le Bourrasque est mis sur cale le 12 novembre 1923 à Dunkerque.Il est mis en service en septembre 1926.

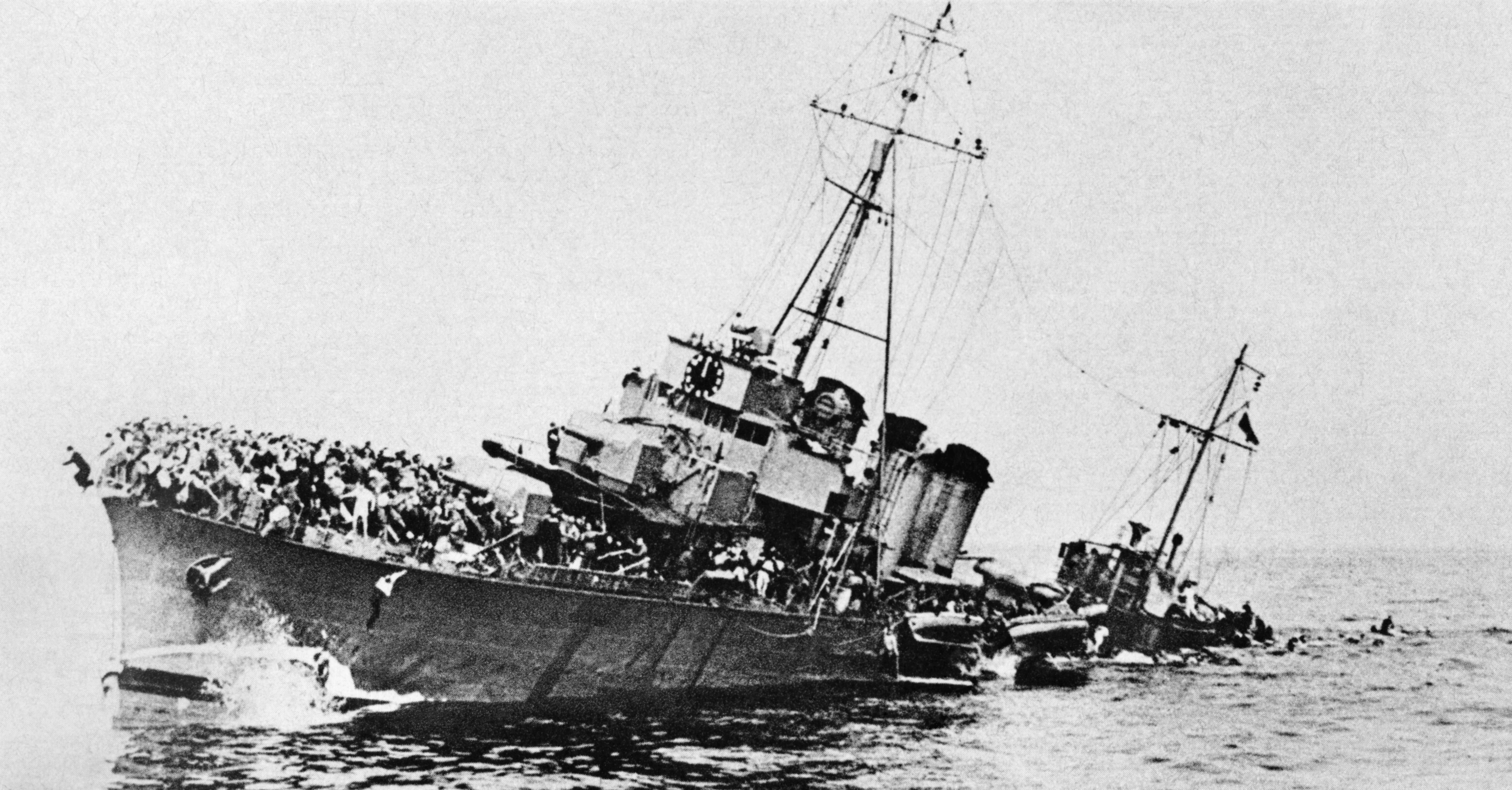
La fin du Bourrasque.

En septembre 1926, il intègre la 1ère division de torpilleurs. Dès 1929 une refonte consista à réduire la hauteur des cheminées et à remplacer son canon de 75mm AA par deux affuts simples de 37mm AA. En 1933 une autre refonte eut lieu dont bénéficia aussi ses sister-ships Ouragan et Orage. Par la suite il rejoindra successivement la 2ème division de torpilleurs en 1934 puis la 4ème division de torpilleurs en 1936 avant de patrouiller et d'escorter des convois en Manche et Atlantique, jusqu'en mai 1940.
Le 30 mai 1940, le navire arrive à Dunkerque en provenance de Cherbourg pour participer à l'évacuation de militaires français lors de l'opération Dynamo. À 15 heures, le navire quitte le port avec à son bord entre 800 et 1100 hommes. D'abord attaqué par des avions allemands, une explosion retentit vers 17h. La cause en est probablement une mine magnétique bien que le tir d'un obus soit également évoqué. Des militaires sont secourus par le torpilleur léger Branlebas puis par deux chalutiers britanniques. Cette perte entraîne la mort de 500 hommes.
Au total ce sont 800 militaires qui seront secourues. Dont  2 à 300 par les chalutiers anglais Ut Prosim (capitaine W. Reaich)  et le Yorkshire lass qui, deux heures durant prendront tous les risques pour recueillir les naufragés.

Extrait du journal de marche de l'état major du groupe de subdivisions de Lille qui était à bord du Branlebas :
Journée du 30 Mai
A l'invitation du capitaine de frégate chargé des embarquements, nous prenons place sur le "BRANLEBAS" les marins du Bataillon de côte sur la "BOURRASQUE" et un quart d'heure après les deux bâtiments repartent à toute allure "BOURRASQUE" en tête survolés par des avions ennemis volant bas.
Nous faisons route d'abord vers l'Est et en arrivant à hauteur de NIEUPORT quelques obus tirés de terre nous encadrent.
La "BOURRASQUE" vire alors vers le Nord en réduisant sa vitesse pour avaries de machine signale-t-elle. Mais elle a à peine franchi un nautique qu'une fumée blanche apparaît à son arrière, peu-à-peu elle s'enfonce, puis chavire, ayant heurté une mine.
Le commandant du "BRANLEBAS" fait stopper pour mettre les embarcations à la mer puis nous tournons autour du bâtiment naufragé tandis que les embarcations font le va et vient.
Un chalutier anglais coopère au sauvetage ainsi qu'une petite vedette blanche. Pendant cette opération à plusieurs reprises nous sommes survolés par des avions ennemis et notre D.C.A. entre en action.
Nous devons même par moment nous éloigner à toute vitesse du lieu du sinistre. Environ une heure après le naufrage, la "BOURRASQUE" fait explosion et s'enfonce presque entièrement. Devant l'insistance des avions ennemis et devant l'impossibilité d'approcher de l'épave nous nous éloignons sans avoir pu récolter les quelques survivants réfugiés sur celle-ci et en laissant dans l'eau certainement un nombre appréciable de malheureux.
L’épave du Bourrasque se trouve par 25 mètres de fond, à la frontière entre la France et la Belgique, à 13 nautiques dans le nord-nord-est de Dunkerque, aux coordonnées : latitude 51° 14’ 964 N et longitude 02° 33’ 026 E. Elle n’a été identifiée qu’en 1984 par une plaque portant son symbole (tête de sanglier).
Ironie du sort, c'est à Dunkerque que le Bourrasque a été construit et c'est devant Dunkerque qu'il sera coulé.

## Personnalités ayant servi à son bord
- Paul Maerten (1896-1970), commandant à partir du 31 décembre 1934
- Léon Kleinklaus, mécanicien du Bourrasque lorsqu'il est coulé